# Calendario mondiale UCI 2010
Il calendario mondiale UCI 2010 è stata la seconda edizione del nuovo circuito organizzato dall'UCI. Rispetto all'edizione precedente, sono entrate in calendario due prove in Canada, il Grand Prix Cycliste de Québec ed il Grand Prix Cycliste de Montréal.
In data 31 maggio 2010 il TAS ha accolto il ricorso dell'UCI sul caso Valverde, squalificando il corridore per due anni a partire dal 1º gennaio 2010; a partire da tale data i risultati conseguiti dallo spagnolo risultano pertanto cancellati.

## Squadre
Le squadre che vi parteciparono furono diciotto, rappresentanti undici diversi Paesi.
- Belgio

Omega Pharma-Lotto
Quick Step
- Danimarca

Team Saxo Bank
- Francia

AG2R La Mondiale
Française des Jeux
- Regno Unito

Sky Professional Cycling Team
- Germania

Team Milram
- Italia

Lampre-Farnese Vini
Liquigas-Doimo
- Kazakistan

Astana
- Paesi Bassi

Rabobank
- Spagna

Caisse d'Epargne
Euskaltel-Euskadi
Footon-Servetto
- Stati Uniti

Garmin-Transitions
Team HTC-Columbia
Team RadioShack
- Russia

Team Katusha

### Wild Card
Quattordici squadre poterono partecipare su invito degli organizzatori a singole manifestazioni. Anche questa edizione potevano competere per i titoli generali:
- Belgio

Landbouwkrediet
Topsport Vlaanderen-Mercator
- Francia

Bbox Bouygues Telecom
Cofidis, Le Crédit en ligne
Saur-Sojasun
- Irlanda

Colnago-CSF Inox
- Italia

Acqua & Sapone
- Paesi Bassi

Skil-Shimano
Vacansoleil Pro Cycling Team
- Spagna

Andalucía (ciclismo)
Xacobeo Galicia
- Stati Uniti

BMC Racing Team
- Svizzera

Cervélo TestTeam
- Venezuela

Androni Giocattoli-Serramenti PVC Diquigiovanni

## Calendario
| Corsa | Data                   | Evento                                 | Vincitore                     | Squadra               | Leader della Cl. mondiale          |
| ----- | ---------------------- | -------------------------------------- | ----------------------------- | --------------------- | ---------------------------------- |
| 1     | 19-24 gennaio          | Tour Down Under (2010)                 | André Greipel                 | Team HTC-Columbia     | André Greipel                      |
| 2     | 7-14 marzo             | Paris-Nice (2010)                      | Alberto Contador              | Astana                | Luis León Sánchez                  |
| 3     | 10-16 marzo            | Tirreno-Adriatico (2010)               | Stefano Garzelli              | Acqua & Sapone        | Luis León Sánchez                  |
| 4     | 20 marzo               | Milano-Sanremo (2010)                  | Óscar Freire                  | Rabobank              | Luis León Sánchez                  |
| 5     | 22-28 marzo            | Volta Ciclista a Catalunya (2010)      | Joaquim Rodríguez             | Team Katusha          | Luis León Sánchez                  |
| 6     | 28 marzo               | Gand-Wevelgem (2010)                   | Bernhard Eisel                | Team HTC-Columbia     | Luis León Sánchez                  |
| 7     | 4 aprile               | Giro delle Fiandre (2010)              | Fabian Cancellara             | Team Saxo Bank        | Luis León Sánchez                  |
| 8     | 5-10 aprile            | Vuelta al País Vasco (2010)            | Chris Horner                  | Team RadioShack       | Luis León Sánchez                  |
| 9     | 11 aprile              | Parigi-Roubaix (2010)                  | Fabian Cancellara             | Team Saxo Bank        | Luis León Sánchez                  |
| 10    | 18 aprile              | Amstel Gold Race (2010)                | Philippe Gilbert              | Omega Pharma-Lotto    | Luis León Sánchez                  |
| 11    | 21 aprile              | Freccia Vallone (2010)                 | Cadel Evans                   | BMC Racing Team       | Joaquim Rodríguez                  |
| 12    | 25 aprile              | Liegi-Bastogne-Liegi (2010)            | Aleksandr Vinokurov           | Astana                | Philippe Gilbert                   |
| 13    | 27 aprile-2 maggio     | Tour de Romandie (2010)                | Simon Špilak                  | Lampre-Farnese Vini   | Cadel Evans                        |
| 14    | 8-30 maggio            | Giro d'Italia (2010)                   | Ivan Basso                    | Liquigas-Doimo        | Cadel Evans                        |
| 15    | 6-13 giugno            | Critérium du Dauphiné (2010)           | Janez Brajkovič               | Team RadioShack       | Cadel Evans                        |
| 16    | 12-20 giugno           | Tour de Suisse (2010)                  | Fränk Schleck                 | Team Saxo Bank        | Cadel Evans                        |
| 17    | 3-25 luglio            | Tour de France (2010)                  | Alberto Contador Andy Schleck | Astana Team Saxo Bank | Alberto Contador Joaquim Rodríguez |
| 18    | 31 luglio              | Clásica San Sebastián (2010)           | Luis León Sánchez             | Caisse d'Epargne      | Alberto Contador Joaquim Rodríguez |
| 19    | 1º-7 agosto            | Tour de Pologne (2010)                 | Daniel Martin                 | Garmin-Transitions    | Alberto Contador Joaquim Rodríguez |
| 20    | 15 agosto              | Vattenfall Cyclassics (2010)           | Tyler Farrar                  | Garmin-Transitions    | Alberto Contador Joaquim Rodríguez |
| 21    | 22 agosto              | Grand Prix de Ouest-France (2010)      | Matthew Goss                  | Team HTC-Columbia     | Alberto Contador Joaquim Rodríguez |
| 22    | 17-24 agosto           | Eneco Tour (2010)                      | Tony Martin                   | Team HTC-Columbia     | Alberto Contador Joaquim Rodríguez |
| 23    | 10 settembre           | Grand Prix Cycliste de Québec (2010)   | Thomas Voeckler               | Bbox Bouygues Telecom | Alberto Contador Joaquim Rodríguez |
| 24    | 12 settembre           | Grand Prix Cycliste de Montréal (2010) | Robert Gesink                 | Rabobank              | Alberto Contador Joaquim Rodríguez |
| 25    | 28 agosto-19 settembre | Vuelta a España (2010)                 | Vincenzo Nibali               | Liquigas-Doimo        | Joaquim Rodríguez                  |
| 26    | 16 ottobre             | Giro di Lombardia (2010)               | Philippe Gilbert              | Omega Pharma-Lotto    | Joaquim Rodríguez                  |

## Classifiche
Aggiornate all'11 febbraio 2012.
| Pos. | Corridore         | Squadra      | Punti |
| ---- | ----------------- | ------------ | ----- |
| 1    | Joaquim Rodríguez | Katusha      | 561   |
| SQ   | Alberto Contador  | Astana       | 482   |
| 2    | Philippe Gilbert  | Omega Pharma | 437   |
| 3    | Luis León Sánchez | C. d'Epargne | 413   |
| 4    | Cadel Evans       | BMC Racing   | 390   |
| 5    | Vincenzo Nibali   | Liquigas     | 390   |
| 6    | Robert Gesink     | Rabobank     | 379   |
| 7    | Ryder Hesjedal    | Garmin       | 317   |
| 8    | Samuel Sánchez    | Euskaltel    | 311   |
| 9    | Andy Schleck      | Saxo Bank    | 308   |
| 10   | Tyler Farrar      | Garmin       | 306   |

| Pos. | Squadra            | Punti |
| ---- | ------------------ | ----- |
| 1    | Team Saxo Bank     | 1 055 |
| 2    | Liquigas-Doimo     | 1 006 |
| 3    | Rabobank           | 946   |
| 4    | Team Katusha       | 910   |
| 5    | Team HTC-Columbia  | 855   |
| 6    | Garmin-Transitions | 849   |
| 7    | Omega Pharma-Lotto | 784   |
| 8    | Astana             | 768   |
| 8    | Caisse d'Epargne   | 721   |
| 10   | BMC Racing Team    | 661   |

| Pos. | Nazione     | Punti |
| ---- | ----------- | ----- |
| 1    | Spagna      | 1 716 |
| 2    | Italia      | 1 201 |
| 3    | Belgio      | 992   |
| 4    | Australia   | 850   |
| 5    | Stati Uniti | 773   |
| 6    | Paesi Bassi | 653   |
| 7    | Germania    | 551   |
| 8    | Lussemburgo | 538   |
| 9    | Russia      | 483   |
| 10   | Norvegia    | 441   |